# Георгий Кратовский
Георгий Кратовский (болг. Свети Георги Кратовски, макед. Свети Ѓорѓи Кратовски, серб. Свети Ђорђе Кратовац), также известный как Георгий Новый Софийский и Георгий Новый Кратовский (1497, Кратово — 11 февраля 1515, София) — православный христианский новомученик, почитаемый в Болгарии, Сербии, Северной Македонии и России. Один из девяти софийских святых.
Жизнеописание Георгия Кратовского стало известно благодаря двум книгам: «Житие» авторства священника Пейо, духовного наставника Георгия (XVI век), и «Повесть о Георгии Новом» авторства иеромонаха Илии, отредактированная митрополитом Новгородским (в будущем — Московского) Макарием. В 1549 году именно при Макарии Георгий Кратовский был канонизирован. Почитается как новомученик в Сербии вместе со Златой Могленской и Аввакумом Белградским.

## Биография

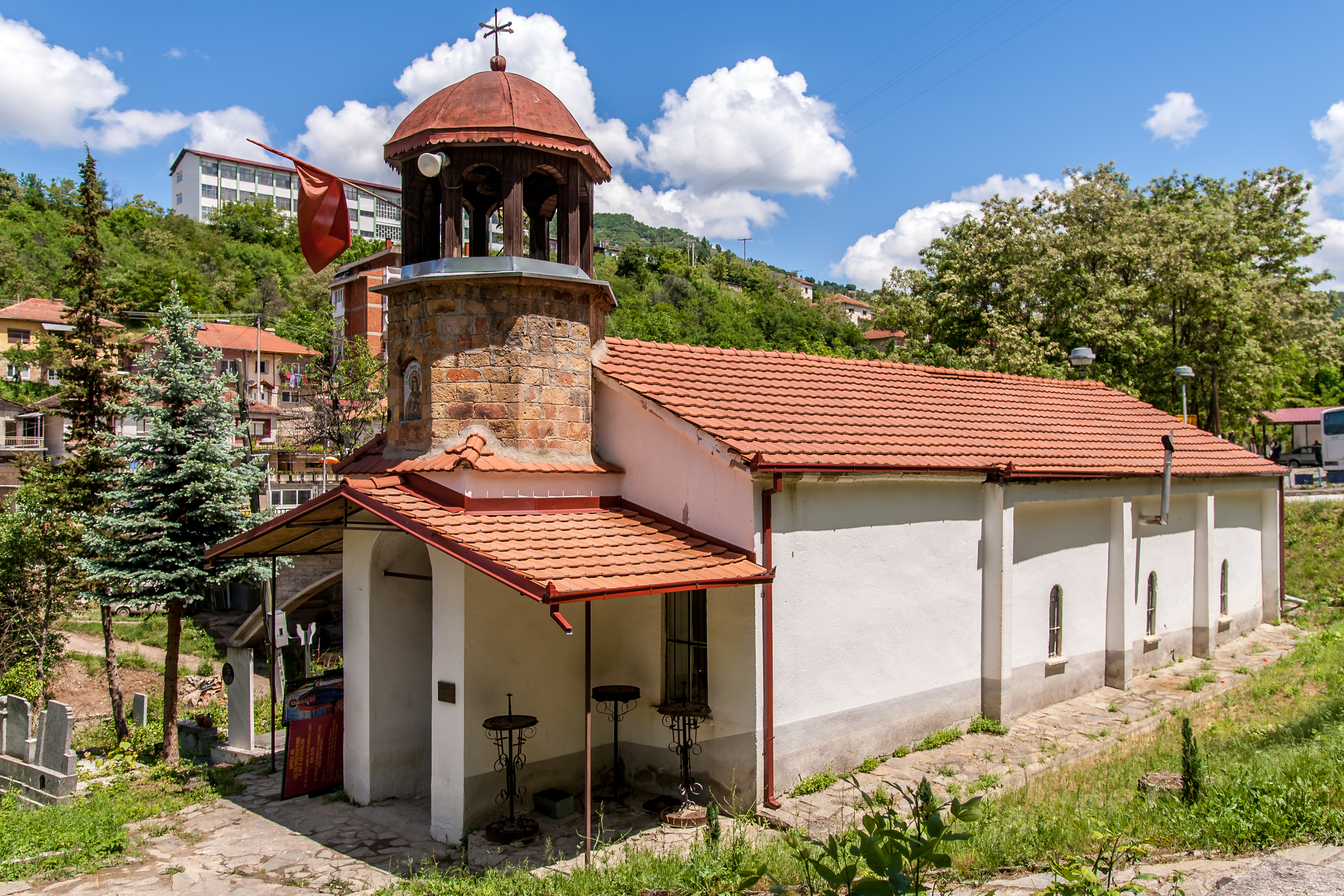
Церковь святого Георгия Кратовского в македонском городе Кратово

Георгий Кратовский родился примерно в 1497 году в городе Кратово (современная Северная Македония). В разных источниках говорится о его болгарском, сербском и македонском происхождении. Его родителями были православные христиане Дмитрий и Сара. Георгий, росший в бедной семье, начал учиться грамоте в шесть лет: родители отдали его в церковную школу. После окончания начального обучения Георгий стал заниматься ювелирным делом и быстро его освоил. Вскоре отец Георгия умер, и юноша остался с матерью. В то время в Османской империи каждые пять лет по приказу турецкого султана в земли отправлялись его наместники, набиравшие в турецкое войско славянских детей. Мать Георгия предложила сыну уехать в Софию, и вскоре он между 1509 и 1512 годами переехал в Софию, поселившись в доме священника Пейо. Пейо обучал Георгия Священному Писанию.
Георгий благодаря своей красоте и уму обратил на себя внимание мусульман. В 1515 году в дом Пейо пришёл образованный турок, притворившийся заказчиком. Он потребовал от Георгия вступить в турецкое войско и принять ислам, а также предложил жениться на мусульманке. В «Повести о Георгии Новом» говорится, что турок попытался надеть скуфью на голову Георгия, но юноша сорвал скуфью, отказавшись переходить в ислам, и даже проклял Мухаммеда. Мусульмане судили Георгия, обвинив в богохульстве, и бросили в тюрьму, где долго пытали, требуя от того перейти в ислам. Тем не менее, Георгий оставался верен православию, даже несмотря на уговоры отдельных христиан-свидетелей пыток. Георгия посетил в тюрьме отец Пейо. 11 февраля 1515 года турки, не сумев заставить Георгия сменить веру, сожгли того заживо на костре в Софии.
Согласно «Житию» Пейо, мусульмане отказались отдавать тело христианам, и те ночью тайно выкрали тело, похоронив его в церкви великомученицы Марины, а утром судье представили это как чудо. Согласно «Повести о Георгии Новом», мусульмане для большей убедительности забросали костёр трупами животных, чтобы смешать кости и не дать христианам перезахоронить мученика, но после этих действий неожиданно запаниковали и разбежались прочь (кончину Георгия сопровождали некие чудеса и знамения). Некий священник передал уцелевшие останки митрополиту Софийскому Иеремии, и тот захоронил их в церкви великомученика Георгия (ныне там находится двор современного дворца Президента Болгарии).
Канонизация Георгия состоялась в 1549 году при митрополите Московском Макарии. Сам факт почитания Георгия Кратовского во время существования Османской империи оставался в тайне, но при этом особенно сильно святой почитался на Руси как символ борьбы христиан против исламского угнетения. Его мощи побывали в XVII веке в Москве, а уже с XVI века стали писаться иконы с изображением святого (первое датируется 1536 годом и находится в монастыре греческой горы Афон). В 1855 году Николой Карастояновым было издано жизнеописание Георгия Кратовского — «Служба с житием и страданием великого мученика Георгия Новаго», а в 1865 году в городе Ботевград была воздвигнута первая и единственная церковь в честь Георгия Кратовского.
11 февраля Болгарская и Сербская православные церкви отмечают память новомученика Георгия Кратовского (по григорианскому календарю она отмечается 24 февраля).